# Kongo (film)
Kongo (ang. Congo) – film przygodowy z 1995 roku w reżyserii Franka Marshalla, oparty na powieści Michaela Crichtona pod tym samym tytułem.
Zdjęcia realizowano w następujących miejscowościach w Stanach Zjednoczonych: Baldwin Park, Los Angeles, San Bernardino, Arcadia. Sesje zdjęciowe miały miejsce również w takich krajach, jak: Kostaryka, Kenia, Uganda oraz Tanzania. Okres zdjęciowy trwał od 26 września 1994 do 17 lutego 1995 roku. W Stanach Zjednoczonych i Kanadzie film trafił na ekrany kin 9 czerwca 1995 roku. Polskiej widowni pokazano go po raz pierwszy 18 sierpnia 1995 roku.
Film otrzymał dość negatywne oceny od krytyków. Serwis Rotten Tomatoes przyznał mu wynik 22%.

## Obsada
- Laura Linney – Karen Ross
- Ernie Hudson – Munro
- Dylan Walsh – Peter Elliott
- Tim Curry – Herkermer Homolka
- Grant Heslov – Richard
- Bruce Campbell – Charles Travis
- Joe Don Baker – R.B. Travis

## Fabuła
Do nieprzebytej dżungli w Kongu wyrusza ekspedycja w poszukiwaniu diamentów. Oprócz kamieni ekipa odkrywa legendarne zaginione miasto Zinj. Szef wyprawy – chciwy biznesmen Travis obserwuje jej przebieg za pomocą przekazu satelitarnego. Nagle transmisja zostaje przerwana, a kiedy obraz pojawia się na nowo widać tylko zmasakrowane zwłoki uczestników. W Los Angeles organizowana jest ekipa ratunkowa. W jej skład wchodzą m.in. agentka CIA Karen Ross (w skład poprzedniej wyprawy wchodził jej były narzeczony), dwaj zoolodzy Peter Elliott i Richard którzy zamierzają wprowadzić gorylicę Amy do jej naturalnego środowiska, murzyński przewodnik Munro i chciwy rumuński bogacz Herkermer Homolka, któremu bardzo zależy na diamentach. Już na początku cudem uchodzą z życiem po starciu z tutejszą partyzantką, która podczas przelotu nad lasem tropikalnym zestrzeliwuje ich samolot. Po długiej wędrówce po dżungli docierają do Zinj. Podczas gdy reszta wyprawy przeszukuje tunel, Richard z Amy zostaje na straży. Wkrótce spotyka nieznany gatunek drapieżnej małpy naczelnej, która dotkliwie go rani. Zoologowi udaje się dowlec do tunelu, gdzie umiera. Podróżnicy zabijają potwora, lecz okazuje się, że owych małp w okolicy jest więcej. Nocą atakują obóz, ale udaje się je przepędzić. Wyprawa opuszcza Zinj. Docierają do starej krypty w wulkanie, gdzie znajdują diamenty, ale i spotykają ponownie krwiożercze małpy. Przez nieuwagę i chciwość ginie Homolka, pozostali uczestnicy znajdują zmasakrowane zwłoki byłego narzeczonego Karen. Udaje im się uciec z wulkanu, który właśnie zaczyna wybuchać. Wszystkie krwiożercze małpy zostają zabite przez erupcję. Elliott, Karen i Munro odlatują z powrotem do USA. Amy zostaje w Afryce, gdzie przyłącza się do miejscowego stada goryli.

## Nagrody i nominacje

### Nagrody Saturn 1995
- Najlepszy film SF (nominacja)
- Najlepsza reżyseria – Frank Marshall (nominacja)
- Najlepsze efekty specjalne – Scott Farrar, Stan Winston, Michael Lantieri (nominacja)

### Złota Malina 1995
- Najgorszy film – Kathleen Kennedy, Sam Mercer (nominacja)
- Najgorsza reżyseria – Frank Marshall (nominacja)
- Najgorszy scenariusz – John Patrick Shanley (nominacja)
- Najgorsza piosenka – „(Feel The) Spirit of Africa” – muz. Jerry Goldsmith, sł. Lebo M. (nominacja)
- Najgorszy aktor drugoplanowy – Tim Curry (nominacja)
- Najgorsza aktorka drugoplanowa – Amy, gadająca gorylica (nominacja)
- Najgorszy debiut aktorski – Amy, gadająca gorylica (nominacja)